# Соловьёвка (Седельниковский район)
Соловьёвка — деревня в Седельниковском районе Омской области. Входит в состав Саратовского сельского поселения.

## История
Основана в 1898 г. В 1928 г. состояла из 54 хозяйств, основное население — белоруссы. В составе Саратовского сельсовета Седельниковского района Тарского округа Сибирского края.

## Население
| 1926 | 2010 |
| ---- | ---- |
| 333  | ↘58  |